# آرزوهان دوغان یالچینداغ
آرزوهان دوغان یالچینداغ (به ترکی استانبولی: Arzuhan Doğan Yalçındağ) (زاده ۱۹۶۵) کارآفرین، بازرگان و مدیر ارشد اجرایی ترکیه‌ای است، که در حال حاضر به‌عنوان رییس هیئت مدیره شرکت دوغان هولدینگ فعالیت می‌کند.